# Drybrough Cup 1974
Der Drybrough Cup wurde 1974 zum 4. Mal ausgespielt. Der schottische Fußball-Pokalwettbewerb, der vom Schottischen Fußballverband geleitet wurde, begann am 27. Juli 1974 und endete mit dem Finale am 3. August 1974 im Hampden Park von Glasgow. Am Wettbewerb nahmen die jeweils vier bestplatzierten Teams aus der ersten und zweiten schottischen Liga der Saison 1973/74 teil. Der Wettbewerb fand im K.-o.-Modus statt und bestand aus der 1. Runde, dem Halbfinale und dem Finale. Im Endspiel standen sich die Glasgow Rangers und Celtic Glasgow im Old Firm gegenüber. Das Endspiel drohte durch einen Aufruf der Spielergewerkschaft zum Boykott abgesagt zu werden. Die Absage konnte von der Scottish Football Association verhindert werden. Vor und nach dem Finale wurden zahlreiche Anhänger beider Mannschaften von der Polizei in Gewahrsam genommen. Celtic gewann das Endspiel mit 4:2 im Elfmeterschießen. Die Bhoys konnten nach zuvor drei Finalniederlagen infolge erstmals den Drybrough Cup gewinnen.

## 1. Runde
Ausgetragen wurden die Begegnungen am 27. Juli 1974.
|                     | Ergebnis  |                 |
| ------------------- | --------- | --------------- |
| Airdrieonians FC    | 2:4       | Celtic Glasgow  |
| Hibernian Edinburgh | 2:1       | FC Kilmarnock   |
| Queen of the South  | 2:3 n. V. | FC Dundee       |
| Stirling Albion     | 0:2       | Glasgow Rangers |

## Halbfinale
Ausgetragen wurden die Begegnungen am 31. Juli 1974.
|                     | Ergebnis  |                 |
| ------------------- | --------- | --------------- |
| FC Dundee           | 1:2 n. V. | Celtic Glasgow  |
| Hibernian Edinburgh | 2:3       | Glasgow Rangers |

## Finale
| Celtic Glasgow                            | Celtic Glasgow | Glasgow Rangers | Glasgow Rangers |
| ----------------------------------------- | --- | --- | --------------- |
| Celtic Glasgow                            | \| Finale \| \| 3. August 1974 in Glasgow (Hampden Park) \| \| Ergebnis: 2:2 n. V. (2:2, 1:1), 4:2 i. E. \| \| Zuschauer: 57.558 \| \| Schiedsrichter: J.W. Paterson \| \| Spielbericht \|                             | \| Finale \| \| 3. August 1974 in Glasgow (Hampden Park) \| \| Ergebnis: 2:2 n. V. (2:2, 1:1), 4:2 i. E. \| \| Zuschauer: 57.558 \| \| Schiedsrichter: J.W. Paterson \| \| Spielbericht \|                         | Glasgow Rangers |
| Celtic Glasgow                            | Denis Connaghan – Pat McCluskey, Billy McNeill , Tommy Callaghan, Jim Brogan – Jimmy Johnstone, Paul Wilson, Steve Murray – Harry Hood (??. Jackie McNamara sr.), Bobby Lennox, Kenny Dalglish Cheftrainer: Jock Stein | Stewart Kennedy – Sandy Jardine , Colin Jackson, Alex Miller (??. Jim Denny) – Tommy McLean, Graham Fyfe, Alex MacDonald, Quintin Young – Derek Johnstone, Ally Scott, Derek Parlane Cheftrainer: Jock Wallace jr. | Glasgow Rangers |
| Celtic Glasgow                            | 1:0 Steve Murray (30.) 2:1 Paul Wilson (93.) | 1:1 Ally Scott (38.) 2:2 Pat McCluskey (118., Eigentor) | Glasgow Rangers |
| Celtic Glasgow                            | Elfmeterschießen | | Glasgow Rangers |
| Celtic Glasgow                            | 0:0 Bobby Lennox 1:1 Pat McCluskey 2:1 Steve Murray 3:1 Tommy Callaghan 4:2 Jimmy Johnstone | 0:1 Sandy Jardine 1:1 Derek Parlane 2:1 Tommy McLean 3:2 Graham Fyfe | Glasgow Rangers |
| Finale                                    | | |                 |
| 3. August 1974 in Glasgow (Hampden Park)  | | |                 |
| Ergebnis: 2:2 n. V. (2:2, 1:1), 4:2 i. E. | | |                 |
| Zuschauer: 57.558                         | | |                 |
| Schiedsrichter: J.W. Paterson             | | |                 |
| Spielbericht                              | | |                 |